# Marcus Mandal
 Der er for få eller ingen kildehenvisninger i denne artikel, hvilket er et problem. Du kan hjælpe ved at angive troværdige kilder til de påstande, som fremføres i artiklen.

Marcus Mandal (født 11. marts 1958 i København) er en dansk filminstruktør af især dokumentarfilm.
Han har bl.a. instrueret tv-serien A Royal Family og filmen Karen Blixen - Out of This World.
Marcus Mandal er uddannet på Danmarks Journalisthøjskole og på Københavns Universitet (samfundsfag). Han har arbejdet med tv-nyheder som reporter, vært og redaktionschef, og har i 10 år været instruktør og redaktionschef på Nordisk Film. Han har modtaget over 200 internationale priser og nomineringer for film, han har instrueret.